# Хрест Міллса
33°51′40″ пд. ш. 150°46′30″ сх. д. / 33.861° пд. ш. 150.775° сх. д.
Хрест Міллса (англ. Mills cross) — тип радіотелескопа, розроблений на основі інтерферометра у 50-х роках ХХ століття австралійським астрономом Бернардом Ярнтоном Міллсом, що складається з двох ліній антен, зведених у два прямі ряди, які перетинаються одне з одною посередині під прямим кутом, тим самим нагадуючи форму хреста. За класифікацією радіотелескопів належить до антен з незаповненою апертурою, з використанням паралельного синтезу. Завдяки двом перпендикулярним рядам антен дозволяє з великою точністю визначити положення джерела випромінювання, і з тієї ж причини має цікаву діаграму спрямованості — без пелюсток.

## Телескопи системи «хрест Міллса»
У 1954 році запрацював радіотелескоп, побудований за запропонованою Міллсом системою [Архівовано 2 червня 2021 у Wayback Machine.]. Його побудували на польовій станції Флерс Державного об'єднання наукових та прикладних досліджень Австралії, приблизно в 40 км на захід від Сіднея. Новий телескоп був призначений для проведення огляду неба на частоті 85,5 МГц. «Рукава» Хреста Міллса в довжину становили 450 м, і проходили у напрямку від півночі на південь та з заходу на схід.
З 1954 по 1957 роки на цьому радіотелескопі було зареєстровано більше 2000 джерел дискретного радіовипромінювання, багато з яких були позагалактичними. Обробці отриманих результатів Бернард Міллс та його колеги присвятили серію публікацій в Австралійському журналі фізики.
Протягом наступних років поруч було побудовано ще декілька радіотелескопів — таких як низькочастотний (працював в діапазоні 19,7 МГц) хрест Шейна, який використовували для дослідження Чумацького Шляху і вивчення випромінювання Юпітера в декаметровому діапазоні. Після цього у 1957 році у Флерсі встановили хрест Кріса для дослідження Сонця в радіодіапазоні.
За сумарних 10 років роботи трьох телескопів у Флерсі було отримано багато проривних результатів у дослідженні космосу в радіодіапазоні, і стали поштовхом для побудови таких радіотелескопів як обсерваторія Паркса.
Телескопи з перетином двох рядів антен пізніше було побудовано у США, Італії, Україні та Росії.